# Socratea exorrhiza
Socratea exorrhiza  ( Mart. ) H.Wendl., es una especie perteneciente a la familia de las palmeras (Arecaceae) y nativa de las selvas tropicales en América Central y América del Sur. 

## Descripción
Socratea exorrhiza puede medir 25 metros de altura, con un diámetro de 16 cm, aunque comúnmente mide 15-20 m de altura con 12 cm de diámetro Tiene raíces fúlcreas o zancudas, las cuales favorecen un crecimiento rápido de la palma así como el soporte mecánico. Se han encontrado muchas especies de epifitos creciendo en las palmeras. La palmera es polinizada por escarabajos y varios organismos que se alimentan de sus semillas.

### Morfología de la hoja
Las hojas de S. exorrhiza que crecen bajo el sol son más anchas, tienen más tricomas y estomas que aquellas que crecen en la sombra.

## Función de las raíces aéreas

Cómo se propuso que las raíces aéreas se erguirían tras ser derribadas por otra planta. 1 - la palmera crece con normalidad. 2 - un árbol derriba a la palmera y estruja el tronco. 3 - se forman nuevas raíces aéreas a lo largo del antiguo tronco y las raíces originales comienzan a morir. 4 - la palmera sigue creciendo con normalidad, pero habiéndose desplazado de su localización original

En 1961, Corner formuló la hipótesis en la que las raíces aéreas de S. exorrhiza (raíces fúlcreas o zancudas) eran una adaptación para permitir a la palmera crecer en áreas pantanosas de la selva. No existen pruebas de que sean una adaptación a las inundaciones, sugiriéndose funciones alternativas. Bodley sugirió en 1980 que de hecho, permitían a la palmera "caminar" más allá del punto de germinación si cae otro árbol en la plántula y la derriba. Si eso pasa, la palmera produce una nueva raíz aérea vertical y puede erguirse mientras que las raíces originales se pudren. Radford escribió en diciembre del 2009 en el Skeptical Inquirer que "sería interesante pensar que cuando nadie está alrededor los árboles caminan por el suelo selvático, es un mero mito", y citó tres estudios detallados para llegar a esta conclusión.
Se han propuesto otras ventajas de las raíces aéreas en comparación con las demás. Swaine propuso en 1983 que permitiría a la palmera colonizar áreas con una gran acumulación de materia orgánica (por ejemplo, troncos muertos) al poder emerger de ellos usando sus raíces. Hartshorn sugirió en 1983 que las raíces aéreas permitirían a la palmera crecer hacia arriba para alcanzar la luz sin tener que aumentar el diámetro del tronco pues proveen soporte mecánico. Las raíces hacen a la palmera más estable y por lo tanto le permite crecer más alto y rápido que si no las poseyera. También le permite usar menos biomasa en raíces subterráneas en comparación con otras palmeras sin raíces fúlcreas, dejando por lo tanto más energía en crecer por encima del suelo. También le conferiría una ventaja al crecer en una pendiente, aunque no se han encontrado pruebas en este caso (por ejemplo ver Ávalos et al. 2005). Esta especie no se mueve hacia abajo en una pendiente, no es capaz de cruzar ríos, o trasladarse a través de grandes distancias durante su vida, a no ser que sufra un daño mecánico que haga caer el tronco y que favorezca la generación de otro cono de raíces adventicias en otra parte del tallo, las cuales vuelven a levantar al tronco. Esta respuesta es una simple estrategia de crecimiento que muestra la gran plasticidad de S. exorrhiza (Avalos 2004) pero no implica que la palma "camine" o se desplace decenas de metros, lo cual es, ante todo, un mito.
Iriartea ventricosa tiene raíces similares a S. exorrhiza.

## Epifitos

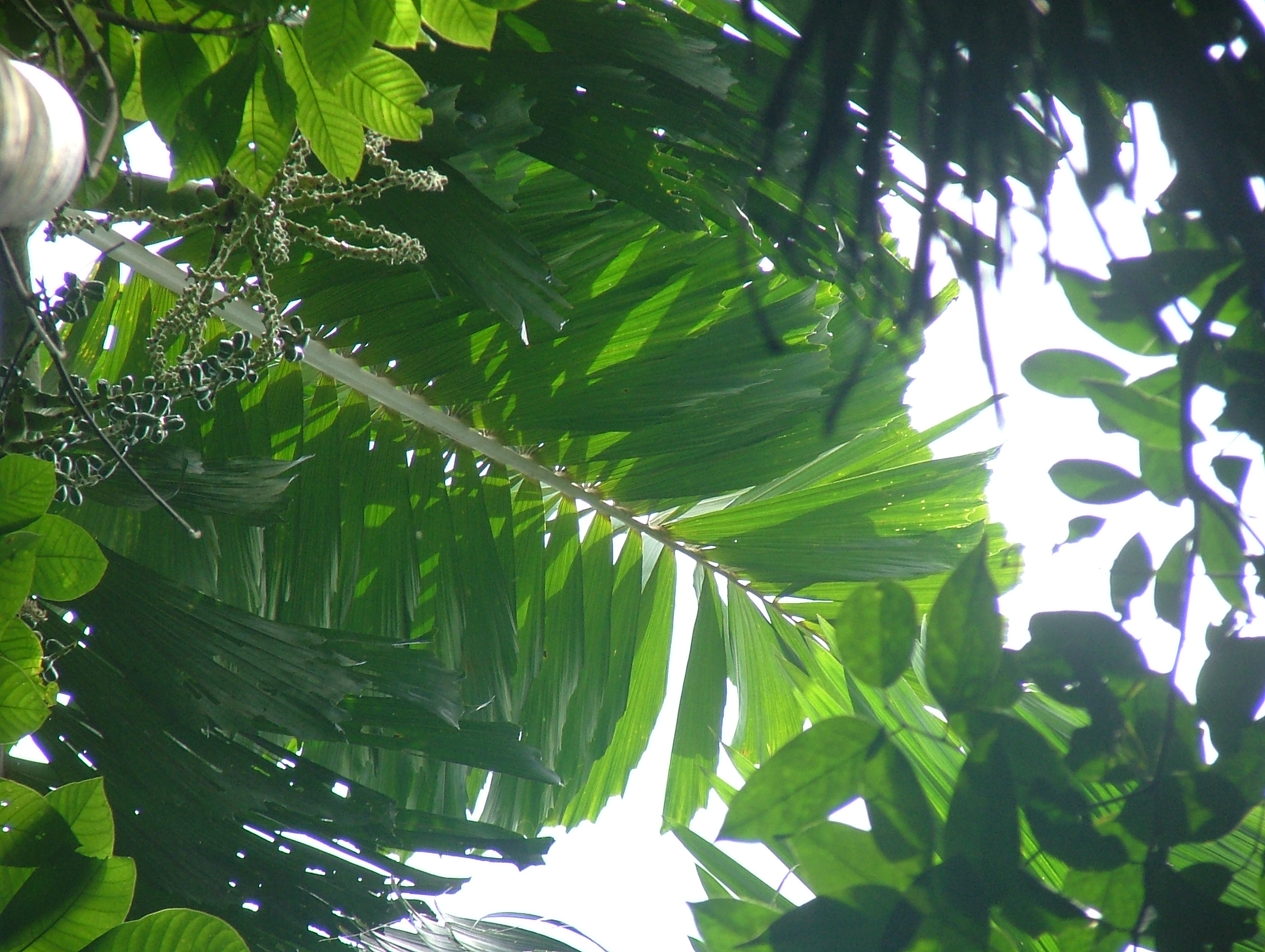
Hoja de S. exorrhiza

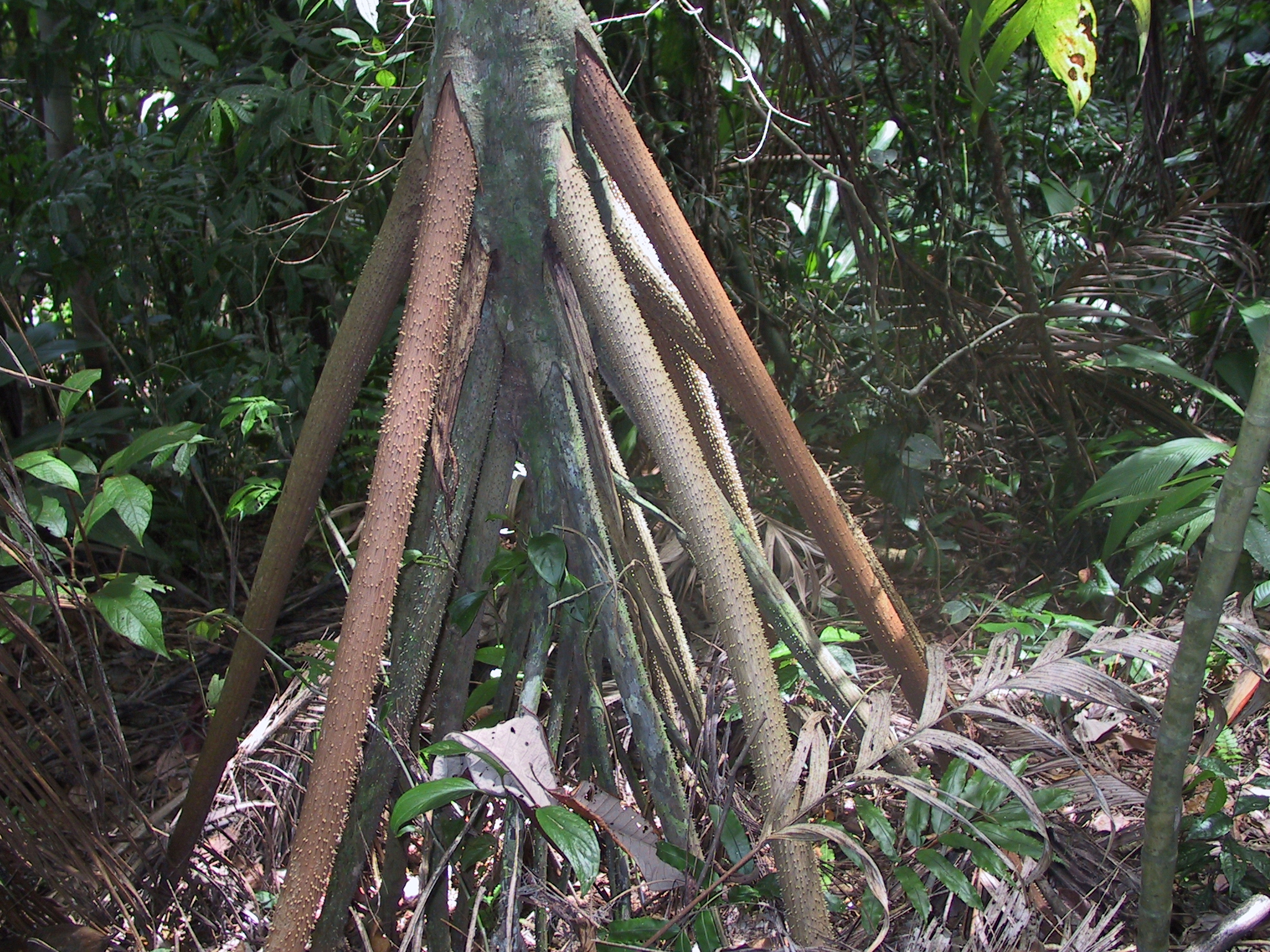
Vista de las raíces aéreas

Se han encontrado muchas especies de epifito creciendo en S. exorrhiza. Un estudio de 118 árboles individuales en Panamá encontró 66 especies de 15 familias en ellas. Las briofitas cubrían el 30% de los troncos, proporción que aumentaba si el diámetro del tronco era mayor. Alrededor de la mitad de los árboles estudiados tenía epifitos vasculares creciendo en ellos. Se encontraron más de 85 individuos de 12 especies en una palmera, y otro árbol fue colonizado por un total de 16 especies diferentes. Los epifitos más comunes fueron tres especies de helechos, Ananthacorus angustifolius, Elaphoglossum sporadolepis y Dicranoglossum panamense, presente en el 30% de individuos registrados. Otras especies comunes representan el 5% de los individuos descubiertos, incluyendo Scaphyglottis longicaulis (Orchidaceae), Philodendron schottianum (Araceae) y Guzmania subcorymbosa (Bromeliaceae). Sin embargo, casi la mitad de las especies registradas eran poco comunes, registrándose solo 1 de cada 3 individuos en todas las plantas. Se ha descubierto una clara distribución vertical entre las diferentes especies: algunas crecen en el sotobosque, otras en el estrato medio y otros en el dosel arbóreo. El número de árboles con epifitos era significativamente mayor que aquellos en los que estaban ausentes. Esto sugiere que las palmeras alcanzan cierta edad antes de ser colonizadas; por ejemplo, se estima que las palmeras deben alcanzar los 20 años antes de ser colonizadas por epifitos vasculares.

## Distribución
Es una palmera de la selva tropical de centro y Suramérica. 

## Depredadores
El pecarí barbiblanco se alimenta de gran cantidad de semillas de S. exorrhiza y juega un papel importante en limitar su población. El pecarí de collar daña los ápices de las raíces fúlcreas en desarrollo (Avalos et al. 2016).

## Reproduccción
S. exorrhiza florece mayoritariamente durante la estación seca y se considera que es polinizado por escarabajos, siendo frecuentemente visitado por una especie de Phyllotrox (Derelomini) y Mystrops (Nitidulidae). Las semillas pesan unos 3.5 g y miden 2 cm de longitud y 1,5 cm de ancho, germinando solo un 45% de ellas y de estas, muriendo la cuarta parte.

## Usos
El tronco se utiliza para la construcción de casas y otras estructuras, así como lanzas de caza. Por lo general, se divide longitudinalmente antes de usarla, pero puede vaciarse y usarse como tubo. La parte interna de las raíces aéreas es usada como afrodisíaco masculino. Las raíces son también hervidas en agua para hacer un té para tratar la hepatitis. Las frutas amarillas son comestibles. El palmito, o corazón de la palma, es comestible aunque es amargo. Las semillas se usan como cuentas para hacer cortinas ( Sylvester et al. 2012).

## Taxonomía
Socratea exorrhiza fue descrita por (Mart.) H.Wendl. y publicado en Bonplandia 8(6): 103. 1860.
Etimología
Socratea: nombre genérico que fue nombrado en honor del filósofo ateniense Sócrates (470–399 BC).
exorrhiza: epíteto, 'raíces externas' 
Sinonimia
- Iriartea exorrhiza Mart., 1824
- Iriartea orbignyana Blume ex Mart., 1838
- Socratea elegans H.Karst., 1857
- Socratea orbignyana (Mart.) H.Karst., 1857
- Iriartea durissima Oerst., 1859
- Socratea durissima (Oerst.) H.Wendl., 1860
- Iriartea philonotia Barb.Rodr., 1875
- Socratea philonotia (Barb.Rodr.) Hook.f. in G.Bentham & Hook.f., 1883
- Socratea macrochlamys Burret, 1930
- Socratea hoppii Burret, 1931
- Socratea gracilis Burret, 1940
- Socratea albolineata Steyerm., 1951[18]

## Nombres comunes
Zancona, araque, chuapo, gualte macho, gusaina, jira, macanilla, palma mulata, patona, pona lisa, raspador,rallador, bobón, mulato, chinku, puna, shikita yura, tepa, palmera caminante.